# Matthew Settle
Jeffrey Matthew Settle, plus communément appelé Matthew Settle est un acteur américain né le 17 septembre 1969 à Hickory en Caroline du Nord.
Il est connu pour avoir joué Rufus Humphrey dans Gossip Girl, série diffusée sur The CW de 2007 à 2012.
On le connaît aussi pour avoir interprété le rôle du capitaine Speirs dans la mini-série Frères d'armes sur HBO en 2001.

## Biographie
Matthew Settle naît à Hickory, en Caroline du Sud, de Joan et Robert Settle. Il est le cadet d'une famille de six enfants. Il a deux sœurs et trois frères. 

## Vie privée
En 2006, il épouse Naama Nativ, mannequin israélien avec qui il a eu une fille, Aven Angelica Settle, née le 5 mars 2009. 
Il fréquente ensuite de 2012 à 2013 l'actrice Kelly Rutherford qui jouait sa partenaire dans la série Gossip Girl.

## Filmographie

### Cinéma
- 1998 : Souviens-toi... l'été dernier 2 (I still know what you did last summer) : Will Benson
- 2000 : Sex & manipulations (The in crowd) : Matt
- 2000 : U-571 : Keith Larson
- 2000 : Attraction : Matthew
- 2002 : Les Divins Secrets (Divine Secrets of the Ya-Ya Sisterhood) : Jack
- 2004 : Until the Night : Michael
- 2004 : Rancid : James Hayson
- 2006 : La Prophétie des Andes (The Celestine Prophecy) : John
- 2008 : The Express : Président Kennedy
- 2009 : ExTerminators : Dan
- 2012 : Mademoiselle Détective (So Undercover) : Professeur Talloway
- 2012 : Love Sick Love : Norman
- 2014 : Ouija de Stiles White : Anthony Morris
- 2015 : Marshall the Miracle Dog : Doc Henry
- 2016 :The Faith of Anna Waters : Sam Harris
- 2017 : Valentine: The Dark Avenger : Bono

### Télévision

#### Téléfilms
- 1996 : Shaughnessy: The Iron Marshal : Tommy Shaughnessy
- 1997 : What Happened to Bobby Earl? : Tom Stahl
- 1997 : Justice League of America : Guy Gardner / Green Lantern
- 1997 : Meurtre à l'esprit : Max Segal [4]
- 1999 : Le Manipulateur : Bugsy Siegel (entre l'âge de 17–26ans)
- 1999 : Crime in Connecticut: The Story of Alex Kelly : Alex Kelly
- 2004 : Natalie Wood : Le Prix de la gloire  : Warren Beatty
- 2004 : Des rêves de lendemain : Hank Ford
- 2005 : Mutig in die neuen Zeiten – Im Reich der Reblaus : Hal Morris
- 2007 : Les Flammes du passé : Bo Goodnight
- 2013 : Ma sœur, mon pire cauchemar : Phil
- 2014 : L'arbre des anges : Kevin Morrell

#### Séries télévisées
- 2001 : Urgences : Brian Westlake (5 épisodes)
- 2001 : Frères d'armes : Capitaine Ronald Speirs (6 épisodes)
- 2003 : The Practice : Bobby Donnell et Associés : Russell Settle (Saison 7, épisodes 15, 16 et 20)
- 2005 : Into the West : Jacob Wheeler (3 épisodes)
- 2005 : New York, unité spéciale : Jackson Zane (saison 7, épisode 10)
- 2006 : Brothers and Sisters : Jonathan Vaughn (5 épisodes)
- 2007 - 2012 : Gossip Girl : Rufus Humphrey
- 2016 : Esprits criminels : Unité sans frontières : Daniel Wolf